# Lijst van rijksmonumenten in Beegden
De plaats Beegden telt 10 inschrijvingen in het rijksmonumentenregister. Hieronder een overzicht.
| Object | Oorspronkelijke functie?  | Bouwjaar                 | Architect | Locatie            | Coördinaten?                  | Nr.?   | Afbeelding |
| --- | ------------------------- | ------------------------ | --------- | ------------------ | ----------------------------- | ------ | --- |
| Sint-Lindertmolen | Industrie- en poldermolen | 1790                     |           | Molenstraat 69     | 51° 11' 33" NB, 5° 54' 38" OL | 30666  | Meer afbeeldingen |
| Gesloten hoeve met binnenplaats | Boerderij                 | ca. 1850                 |           | Pannenhof 1        | 51° 10' 55" NB, 5° 54' 34" OL | 512937 | Gesloten hoeve met binnenplaats |
| Schuurgebouwen bij Pannenhof | Boerderij                 | 1854 en latere aanbouwen |           | Pannenhof bij 1    | 51° 10' 57" NB, 5° 54' 31" OL | 512938 | Upload foto |
| Nederhoven: hoofdgebouw | Kasteel, buitenplaats     | eerste kwart 17e eeuw    |           | Nieuwstraat 65     | 51° 10' 52" NB, 5° 54' 21" OL | 526748 | Meer afbeeldingen |
| Nederhoven: koetshuis | Bijgebouwen kastelen enz. | 18e eeuw                 |           | Nieuwstraat 67     | 51° 10' 52" NB, 5° 54' 19" OL | 526935 | Meer afbeeldingen |
| Nederhoven: parkaanleg | Tuin, park en plantsoen   | laatste helft 18e eeuw   |           | Nieuwstraat bij 65 | 51° 10' 52" NB, 5° 54' 20" OL | 526937 | Meer afbeeldingen |
| Nederhoven: dam met toegangspoort | Tuin, park en plantsoen   | 18e-19e eeuw             |           | Nieuwstraat bij 65 | 51° 10' 52" NB, 5° 54' 20" OL | 526938 | Meer afbeeldingen |
| Nederhoven: tuinmuur | Tuin, park en plantsoen   | 18e eeuw                 |           | Nieuwstraat bij 65 | 51° 10' 52" NB, 5° 54' 19" OL | 528756 | Meer afbeeldingen |
| Huis met aan de voorzijde een topgevel met vlechtingen. Vensters gewijzigd | Woonhuis                  | 1714 (jaartal)           |           | Abelenstraat 21    | 51° 11' 15" NB, 5° 55' 7" OL  | 8746   | Meer afbeeldingen |
| Pand zonder verdieping onder zadeldak gedekt met oud Hollandse pannen, opgetrokken uit baksteen en blokken speklagen van mergel in de achtergevel, topgevels met vlechtingen en staafankers | Woonhuis                  | eerste helft 18e eeuw    |           | Abelenstraat 31    | 51° 11' 14" NB, 5° 55' 5" OL  | 8747   | Pand zonder verdieping onder zadeldak gedekt met oud Hollandse pannen, opgetrokken uit baksteen en blokken speklagen van mergel in de achtergevel, topgevels met vlechtingen en staafankers |